# Silicon
Silicon (Tiếng Anh: silicone) là các polyme bao gồm bất kỳ  hợp chất tổng hợp, trơ  được tạo thành từ các đơn vị lặp lại của siloxan, gồm một nhóm chức của hai nguyên tử silic và một nguyên tử oxy thường xuyên kết hợp với cacbon và/hoặc hydro. Silicon thường chịu nhiệt và đàn hồi như cao su,  được sử dụng trong chất bịt kín, chất kết dính, chất bôi trơn, thuốc men, dụng cụ nấu ăn và dùng trong cách nhiệt và cách điện. Một số hình thức phổ biến bao gồm dầu silicon, mỡ silicon, cao su silicon, nhựa silicon.

Cấu trúc hóa học của silicon polydimethylsiloxan (PDMS).